# Maron
Maronerne er et fortrinsvis busklevende folk i Surinam, Fransk Guyana og Jamaica med oprindelse i Vestafrika, hvorfra deres forfædre blev bragt til Caribien og Sydamerika på europæiske slaveskibe. Umiddelbart efter ankomsten til den nye verden eller efter kortere ophold på slaveplantagerne lykkedes det nogle at undslippe plantagerne og bosætte sig i indlandet, hvor de efterhånden dannede stabile stammesamfund. I dag findes i Surinam, hvor de fleste maroner bor, stammerne Ndyuka (25.000), Saramaka (25.000), Matawai, Paramaka, Aluku og Kwinti.
Maronerne kaldes også for busknegre.

## Kultur og religion

### Kultur
For maronernes kultur er hierarkiet et centralt omdrejningspunkt, ligesom dyrkelse af guder er altafgørende. Der er tale om to hierarkier, "det abstrakte niveau" der bliver betragtet som et positivt og kraftfuldt hierarki, mens "det konkrete" hierarki har et svagt og negativt/uvenligt islæt. Dette er et billede på maronernes menneskeopfattelse, at guder, ånder og folkets fælles ånd (sammenhold) prioriteres meget højere end det individuelle.
Hierarkiet er opbygget således med højest rangerende øverst:
Abstrakt (sjældent optrædende):
- Hele folket (Massa Gado)
- Højguder (optræder i krisesituationer)

Konkret (ofte optrædende):
- Klan- og slægtsniveau (la og bee) 3:kumantiog ampuku, 2:Papa Gadu 3:Yooka (forfædre).
- Individniveau – Bakuu (dårlige små-ånder).

#### Forfædrekultur
Maronernes kultur er bl.a. det man kalder for en "forfædrekultur". Denne kultur er en forfædrekultur fordi forfædrene spiller en stor rolle i maronernes hverdag og levevis, maronerne tror på at "Yooka" eller "Koosama" (forfædre) er en slags ånd der kan besætte folk. Efter døden kommer man op i "Gadu Kondee" (forfædrenes verden), hvis forfædrene bliver sure eller utilfredse kan de som sagt besætte, men de kan også gøre mennesker syge, derfor opstiller maronerne "Faaga Tiki" (forfædre pæl) og "Gaanwan osu" (forfædre hus) for at glæde forfædrene. Grundet at det er en forfædrekultur er den vigtigste ritual begravelsen, det er nemlig en mulighed for at sende forfædren "op" i Gadu kodee med glæde så den ikke hævner sig eller gør noget dårligt for menneskerne.

#### Overgangsritualer
Mange af maronernes ritualer er med til at markere en overgang, fx overgangen fra barn til voksen. Overgangsritualer kan ofte være med til at fastholde folk i fællesskaber, men den egentlige grund til maronernes ceremonier i forbindelse med overgangsritualerne vides ikke med sikkerhed. En forklaring kan være, at maronerne tror, at de mange ritualer kan medføre uheldige konsekvenser, hvis ikke de overholdes og udføres korrekt.
Maronernes overgangsritualer har ofte et forløb, der ser således ud:
1. Separationsfase: Ofte dødssymbolik
2. Liminalfase: Forvandling, omvendthed og viden
3. Indlemmelse: Markering af tilhør og status, fysiske symptomer (som fx ar) samt rettigheder/forbud

En af maronernes vigtigste overgangsritualer er forbundet med begravelsesceremonien. Her er der en lang række "regler", som skal overholdes. Alle disse "regler" er forbundet med forbud, som går ud på at få lagt så stor en afstand til den afdøde som muligt. Jo større markeringen af denne afstand er jo bedre.
En anden væsentlig overgang er overgangen fra barn til voksen. Med denne overgang medfølger en lang række rettigheder samt forbud. I denne overgangsfase tilegner kvinderne sig skørter ("aprons"), mens mændene får gi kamissa, "mandetøj". En piges "apron" (skamklæde) bliver større i takt med, at hun bliver ældre. Det er faderens slægt der afgør, hvornår pigen er parat til at blive en "apron girl". En anden markering af denne overgangsfase er, at i takt med at pigen bliver kvinde, erhverver hun sig ar. Et barn må således ikke have ar, mens en fuldvoksen kvinde må have mange. I dette overgangsritual spiller indlemmelsen altså en væsentlig rolle.
Det er således væsentligt at notere sig, at overgangsritualerne får tillagt stor betydning i den maronske kultur.

### Religion
Maronernes religion bygger på et løst system (Ad hoc-religion), uden nogen form for skrift eller central ledelse, ligesom der ikke findes en overgud. Man kan påstå at denne religion er opstået, i mangel på forklaring på fysiske hændelser (f.eks naturfænomener). Til at afhjælpe disse problemer, ofrer de til guderne, hvorefter resultatet bruges som årsagsforklaring.

### Ånder
Hos maronerne findes forskellige slags ånder, winti ((dansk):vind). disse ånder kan opdeles i kategorier.
menneskerne kan blive besat af en ånd ved overtrædelser af regler. f.eks. ved at gå i et område som tilhører en ånd.
Ånderne kategoriseres som enten "vilde ånder" eller "overklasses ånder". Hvor de vilde ånder karakteriseres som: svage, lokale, onde, aggressive, uvenlige, ofte optrædende, konkrete. ex. på en ånd her er Ampuku (skovånden), som man bliver besat af ved overtrædelse af skovloven.
Overklasse ånderne karakteriseres som omfattende hele folket, optræder i krisesituationer, optræder sjældent (eller aldrig), abstrakt, venlige, kraftfulde. Et eksempel på en sådan ånd kunne være Masa Gadu (mester gud), der er den allerhøjste af alle ånderne og den aldrig optrædende.

#### Adgang til åndeverdenen
Religiøse specialister kan komme i kontakt med den åndelige verden. Disse omfatter
- obiaman (magikere)
- bonuman (den der gør godt)
- lukuman (den der kan se) .

Endvidere kan orakler og medier hente information fra åndernes verden og f.eks. se hvad årsagen til en persons død er.
Når man er besat af en ånd kan det mærkes ved at mediet har hovedpine, spasmer, kommer med uartikulerede råb, føre åndetale, evt. ledsaget af simultane uheld, dødsfald osv. Normalt bliver man besat af yooka, komanti, ampuku, papa gadu. Årsagerne til disse besættelser kan være ved krænkelser, overtrædelser, eller simpelt hen ved generel utilfredshed.
| Folkeslag | Spire Denne artikel om folkeslag eller etnografi er en spire som bør udbygges. Du er velkommen til at hjælpe Wikipedia ved at udvide den. |